# Parti social-démocrate (Benin)
Die Sozialdemokratische Partei (fr. Parti Social-Démocrate) ist eine politische Partei in Benin.
Die PSD wurde 1990 gegründet. Zusammen mit der Nationalunion für Solidarität und Fortschritt (UNSP) gewann die PSD in den Parlamentswahlen im Februar 1991, gewann die PSD 9,8 % der Stimmen und acht von 64 Sitzen in der Nationalversammlung.
Der erste ordentliche Parteikongress begann am 29. Januar 2000; dies war der erste Parteikongress in zehn Jahren. 700 Delegierte nahmen an dem Kongress teil und bei dem Kongress wurde ein Nationalvorstand bestehend aus 19 Mitgliedern gewählt. Bruno Amoussou wurde bei dieser Gelegenheit zum Präsidenten der Partei gewählt, während Felix Adimi zum Vizepräsidenten und Emmanuel Golou zum Generalsekretär ernennt wurden.
Amoussou war der PSD-Kandidat in der Präsidentenwahlen 2001. Er gewann 8,6 % der Wählerstimmen in der ersten Runde am 4. März 2001 und wurde Vierter. Die zweit- und drittplatzierten fochten die Wahlen an und boykottierten die zweite Runde, damit war es an Amoussou Präsident Mathieu Kérékou in der zweiten Runde vom 18. März entgegenzutreten, in der er 15,9 % erhielt. In den Parlamentswahlen vom 30. März 2003, war die Partei der Präsidentschaftsbewegung, der Allianz der Unterstützer Mathieu Kérékous.
In den Präsidentswahlen vom 5. März 2006, gewann der Kandidat der PSD, Amoussou, 16,29 % der Stimmen.
In den Parlamentswahlen im März 2007, war die PSD Teil der Alliance pour une dynamique démocratique, die insgesamt 20 Sitze gewann.
Die PSD ist ein Vollmitglied der Sozialistischen Internationalen.